# Аниткабір
Аниткабір (тур. Anıtkabir — «меморіальна могила») — мавзолей, усипальниця засновника та першого президента Турецької республіки  Мустафи Кемаля Ататюрка.
Мавзолей знаходиться в столиці  Туреччини —  Анкарі.

## Історія
До будівлі був оголошений конкурс на кращий проект. У ньому взяли участь 27 іноземних і 20 турецьких архітекторів. Переможцем конкурсу став проект, представлений двома турецькими архітекторами — Емінем Халідом Онатом і Ахмедом Орханом Ардою.
У жовтні 1944 відбулася церемонія закладки першого каменя в основу мавзолею, закінчилося будівництво до 1953.
Під час будівництва проект зазнав деяких змін, які були пов'язані з фінансовою скрутою. Замість передбачених у проекті двох поверхів був побудований лише один, але це анітрохи не вплинуло на величність споруди. Загальна площа комплексу, включаючи сам мавзолей, парк, музей й інші споруди становить 750 000 м². У будівництві мавзолею були використані сельджуцькі та османські мотиви.
Комплекс складається з чотирьох компонентів: Дороги Львів, Парку Миру, церемоніальної Площі, Залу Слави.

## Цікаві факти
Щорічно комплекс відвідує велика кількість людей. Так, наприклад, в 2004 число відвідувачів склало 2,5 мільйонів осіб, а в 2005 їх число склало 3,8 мільйона осіб.
У комплексі виставлена унікальна колекція автомобілів, на яких їздив Ататюрк.

## Галерея

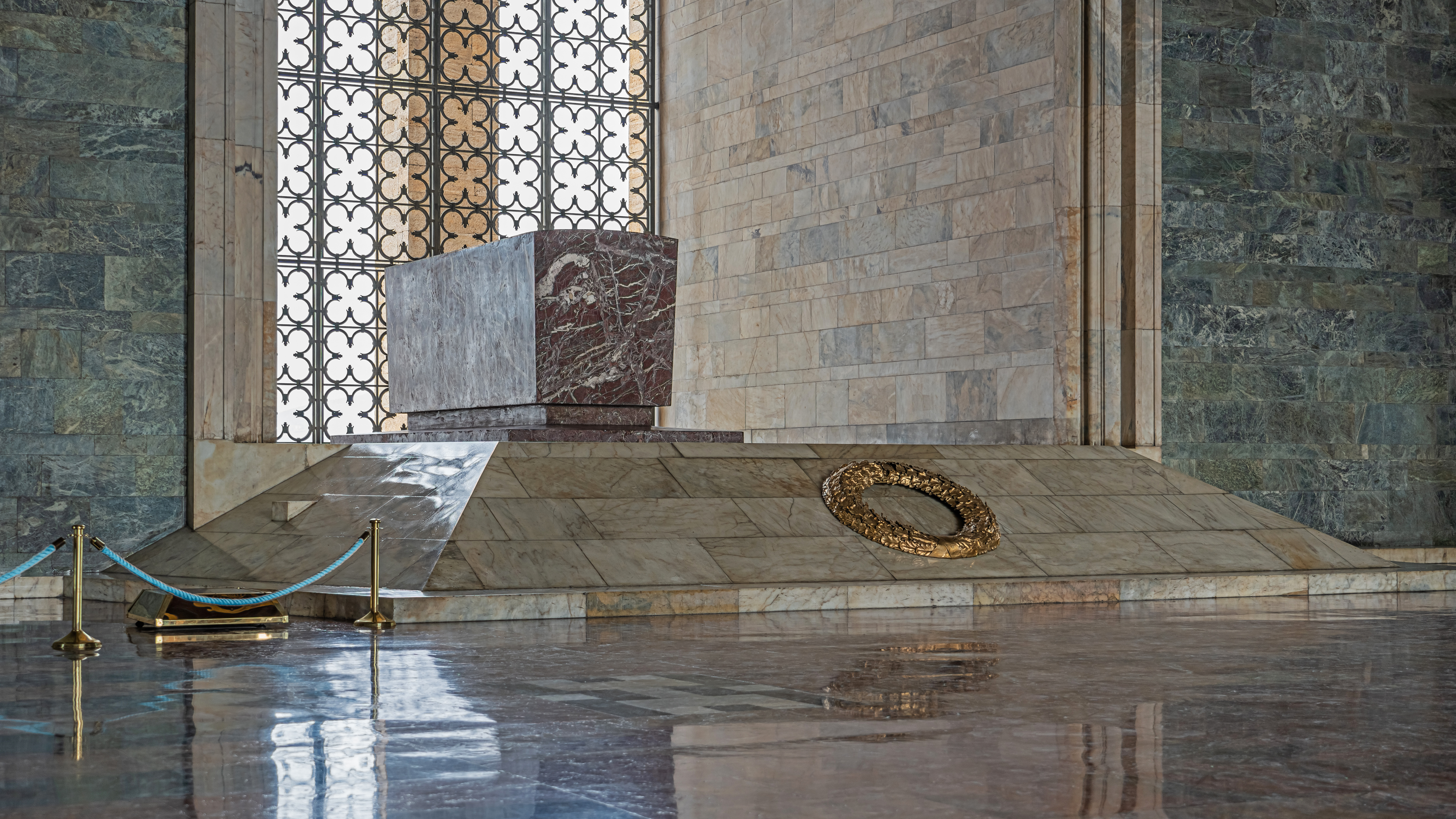
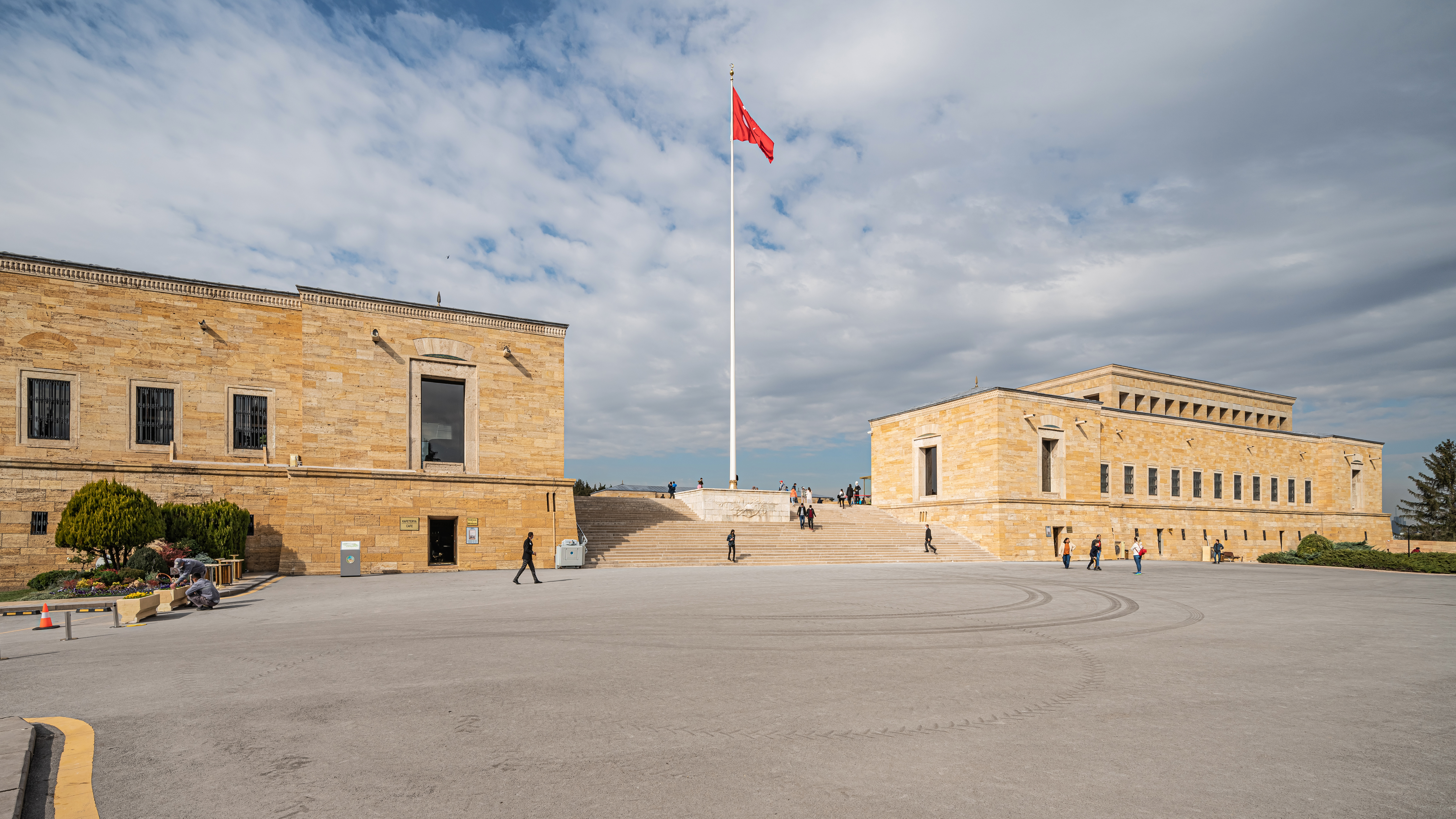
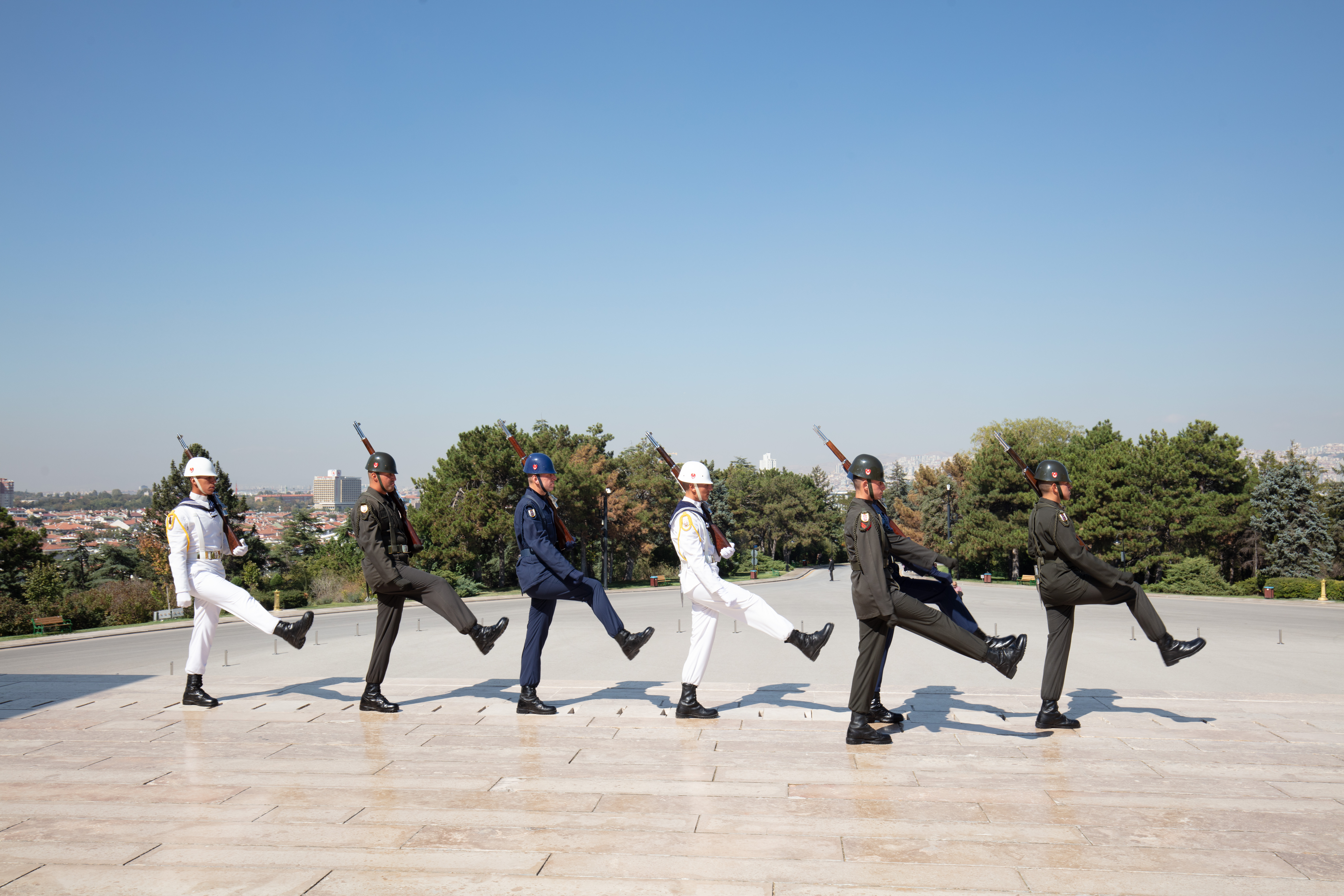
Зміна варти
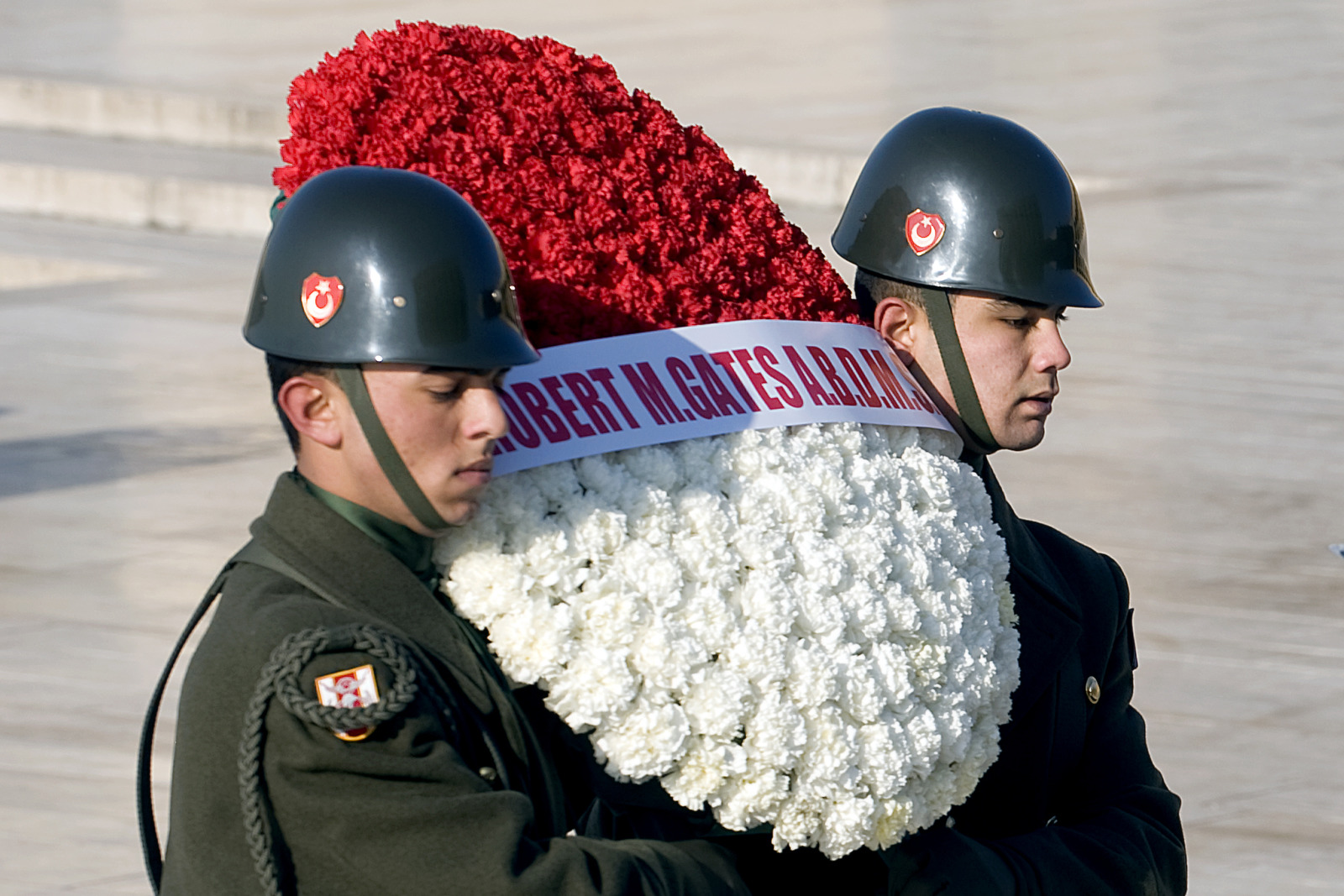
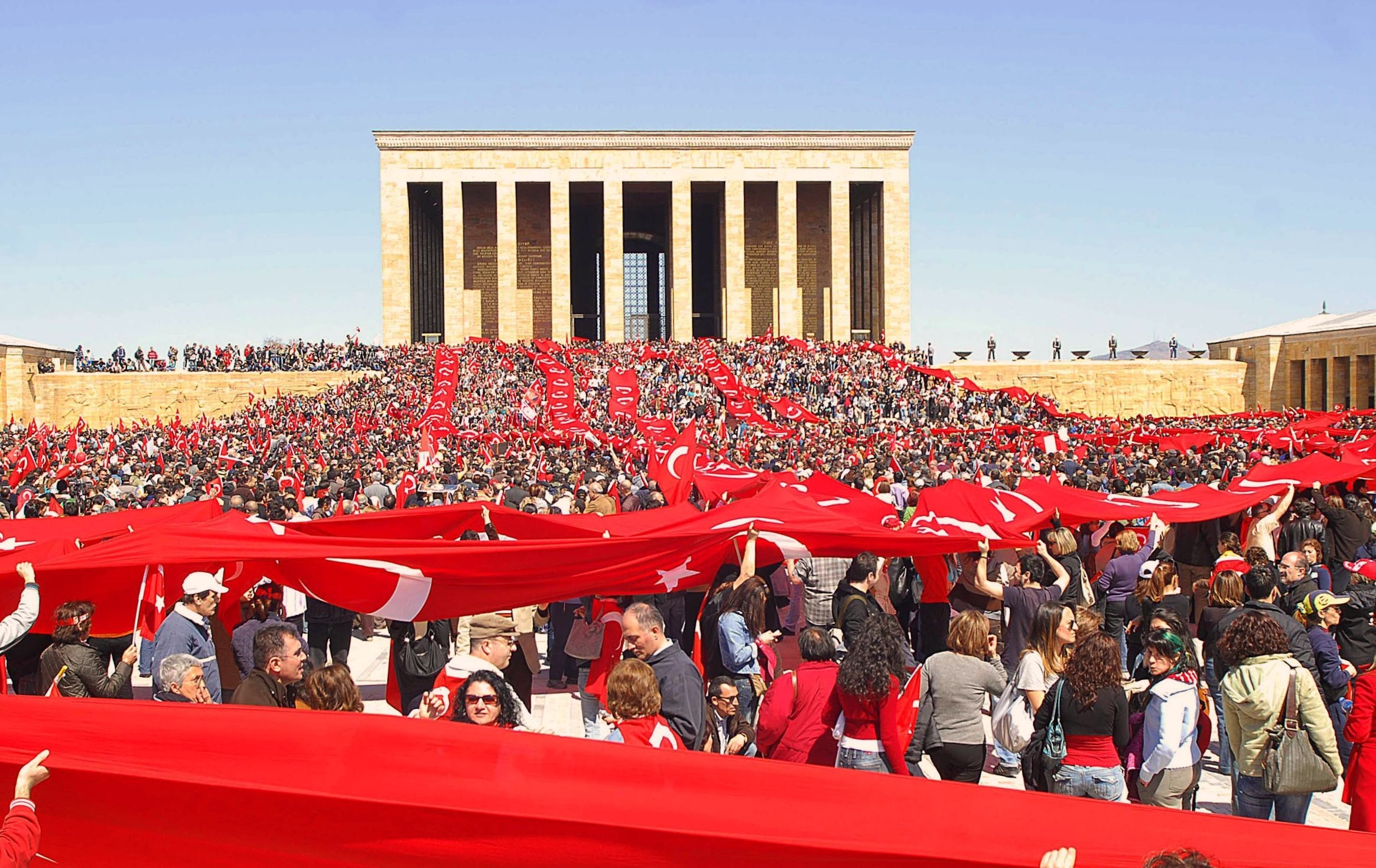
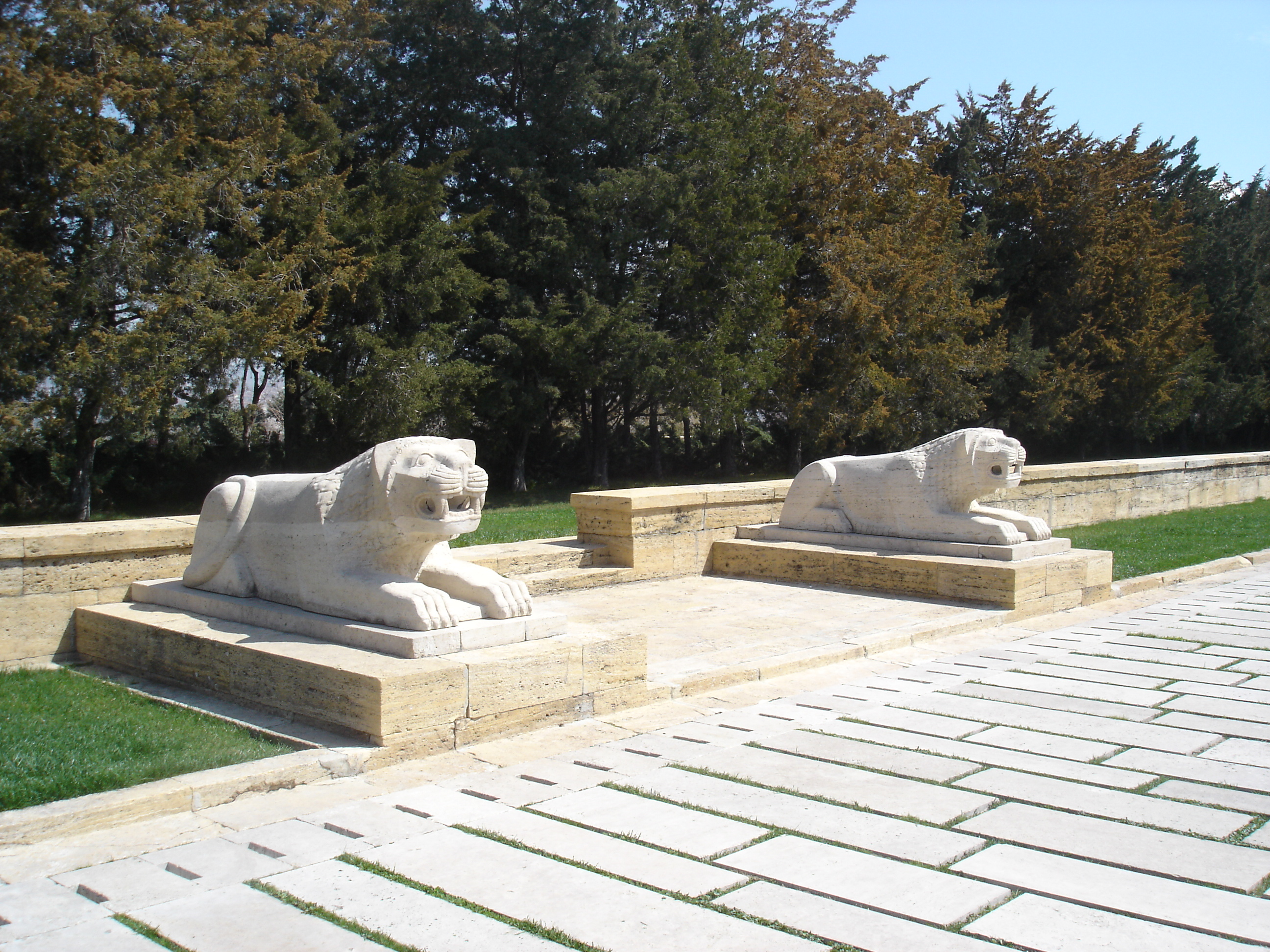
Road of Lions
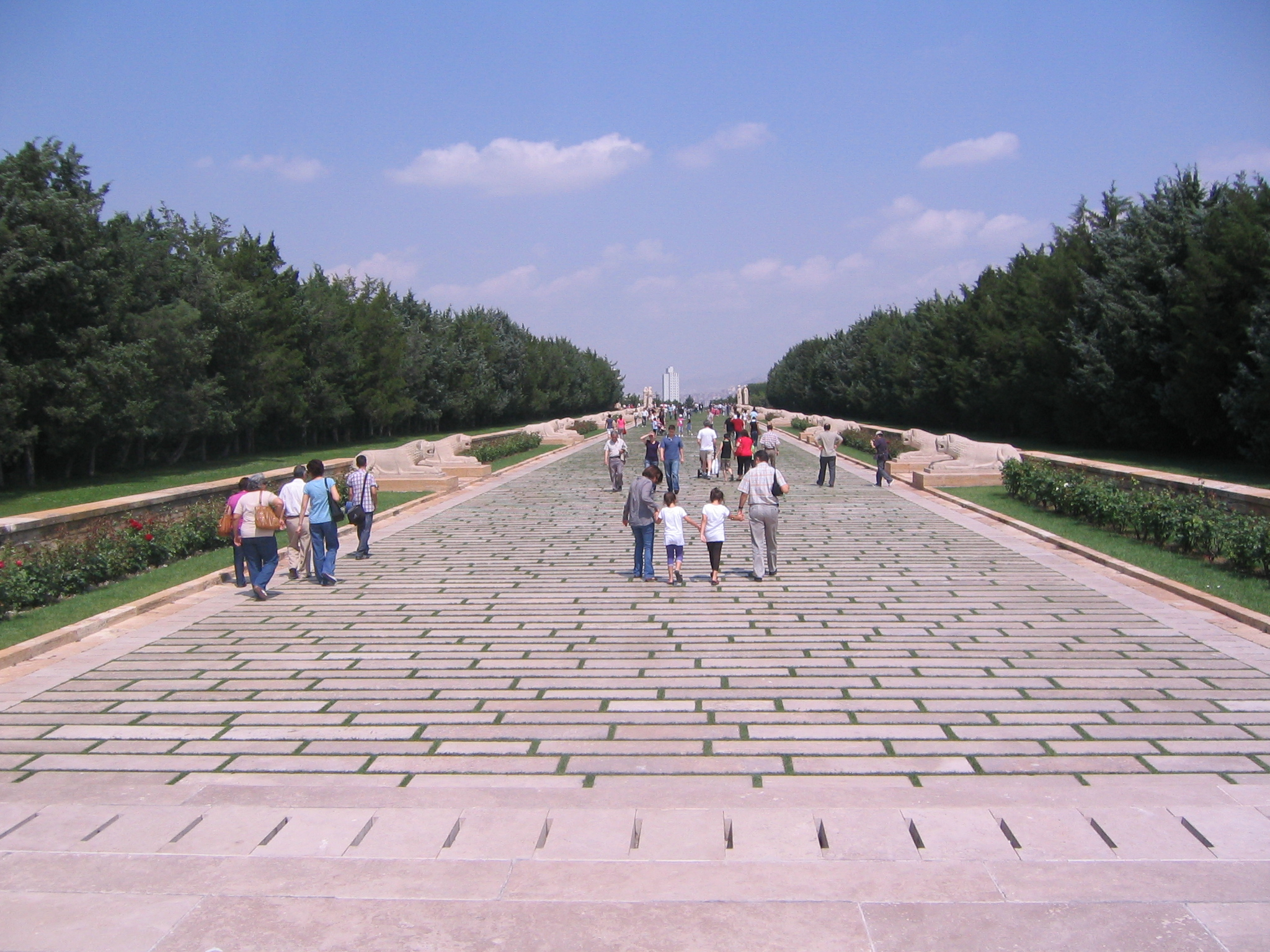
Road of Lions
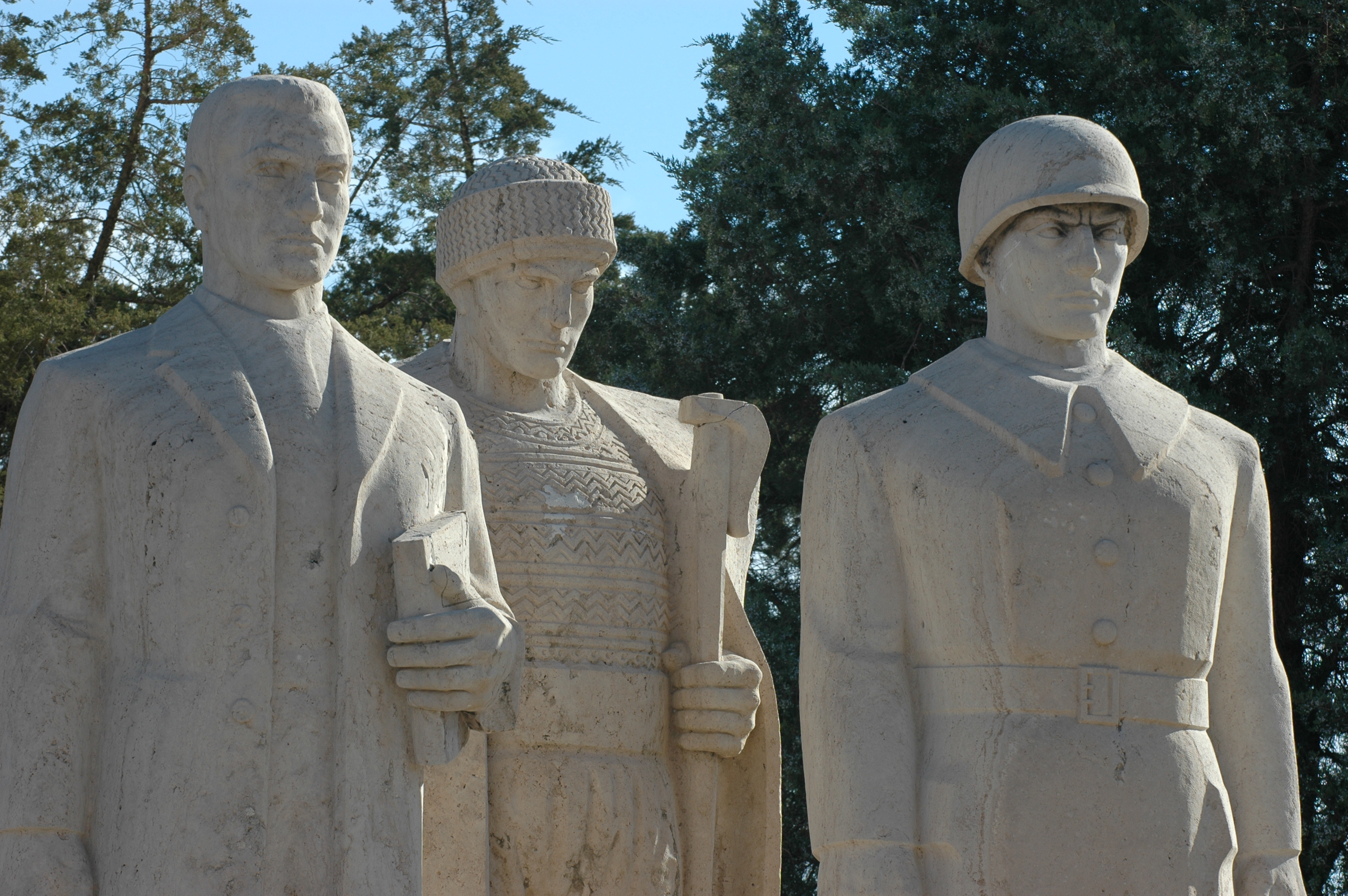
Turkish Men sculpture, located at the entrance of the Road of Lions
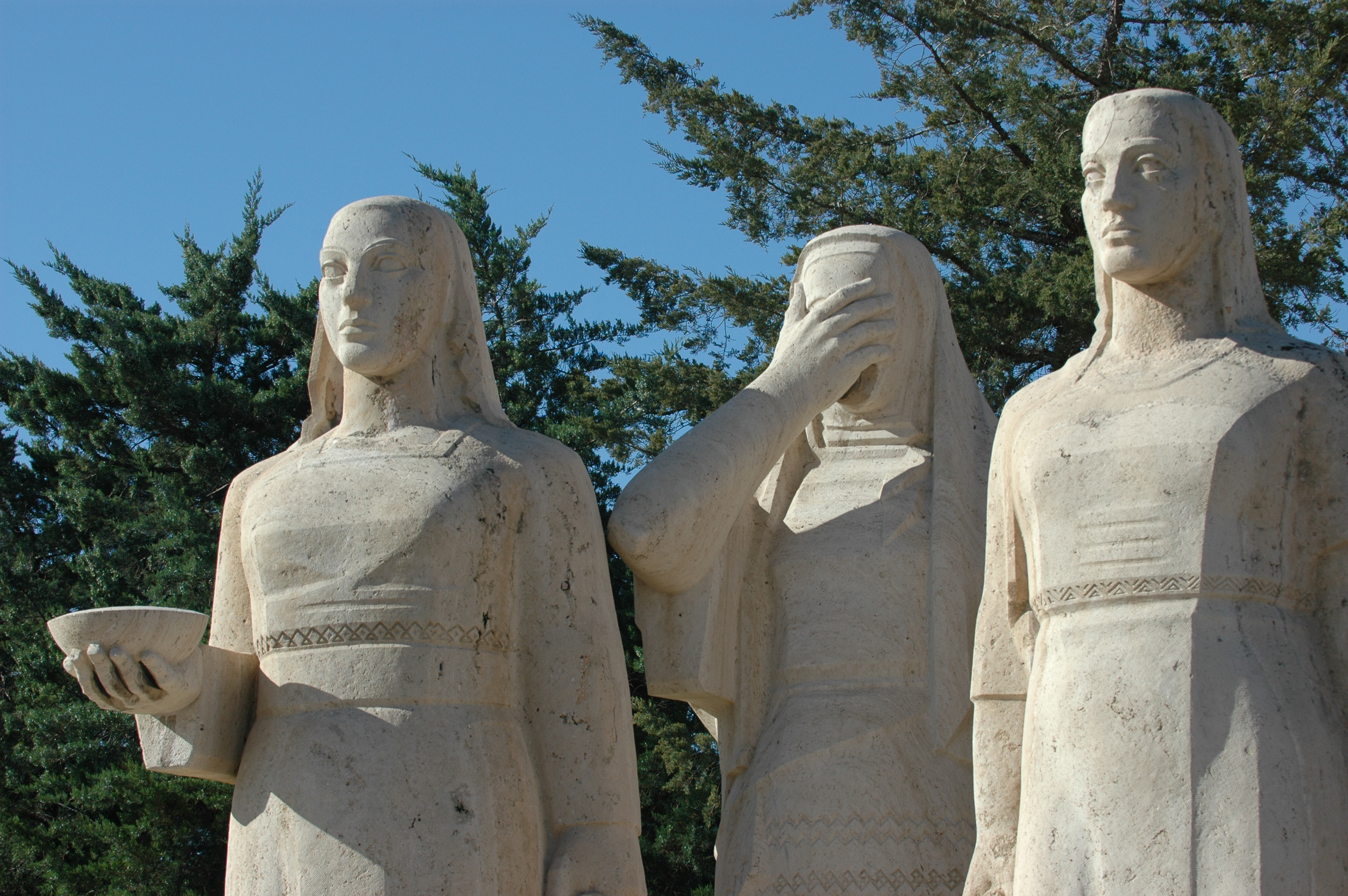
Turkish Women sculpture, located at the entrance of the Road of Lions
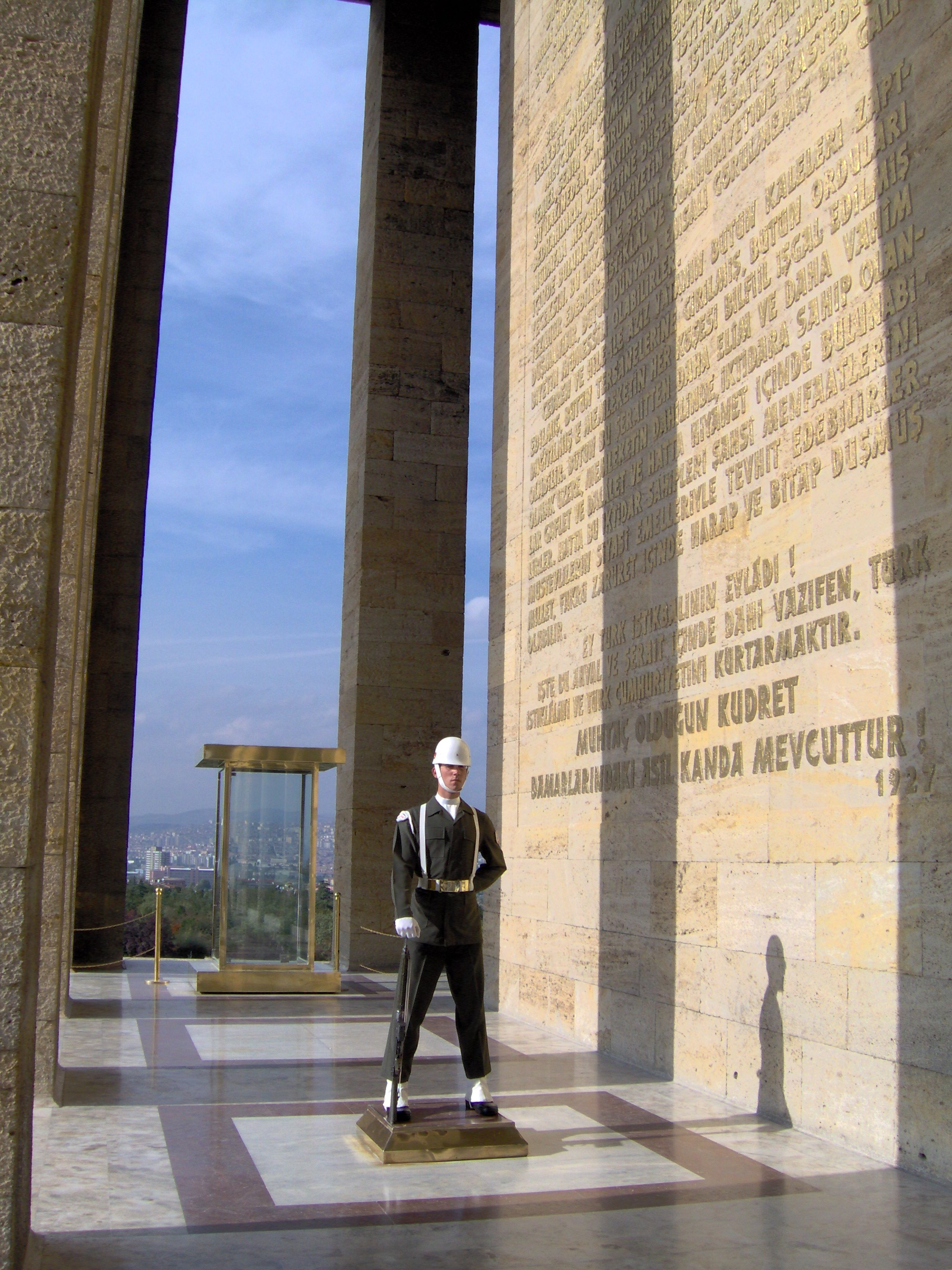
Ceremonial guard at the mausoleum's entrance
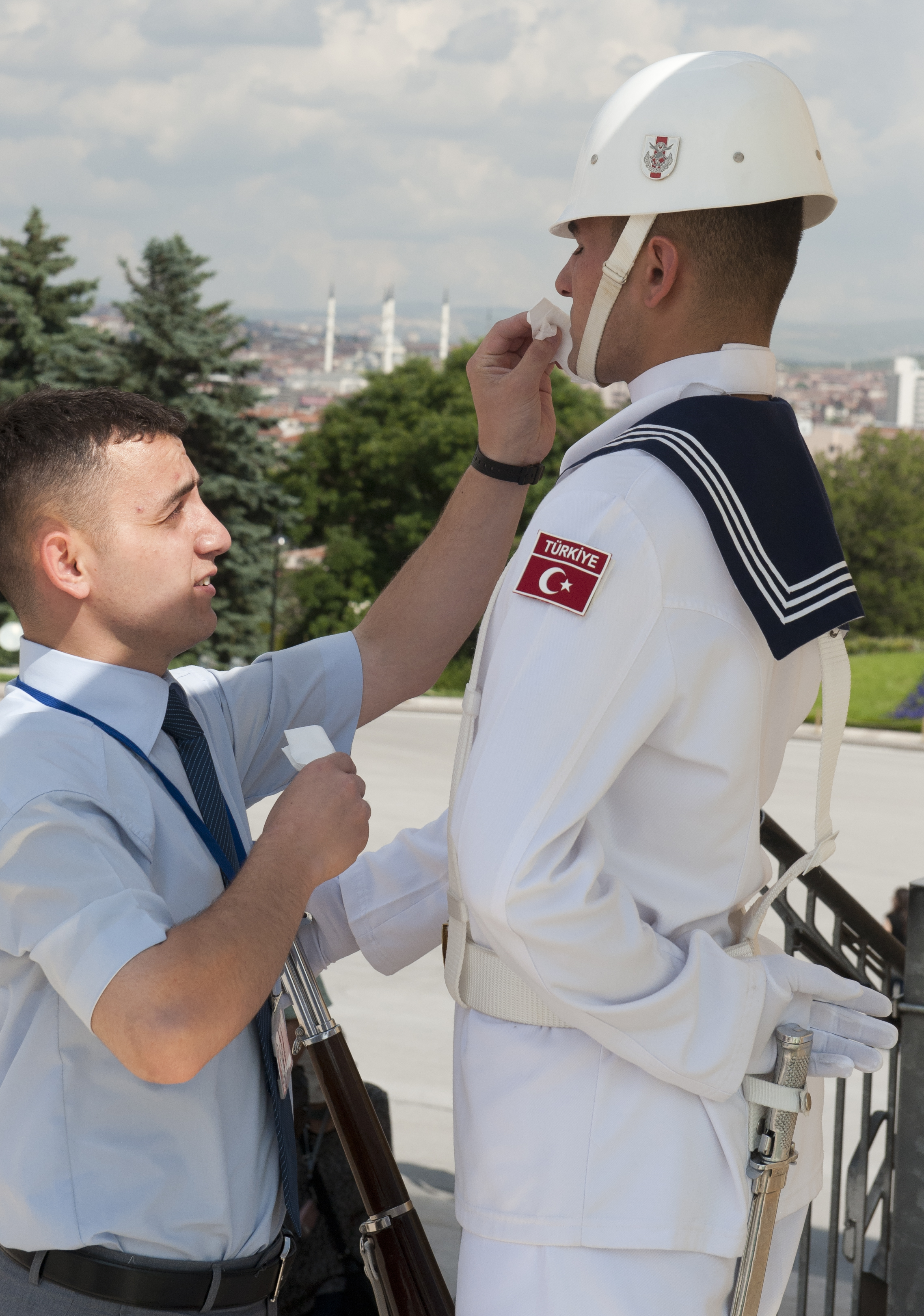
Anit Kabir Hot day
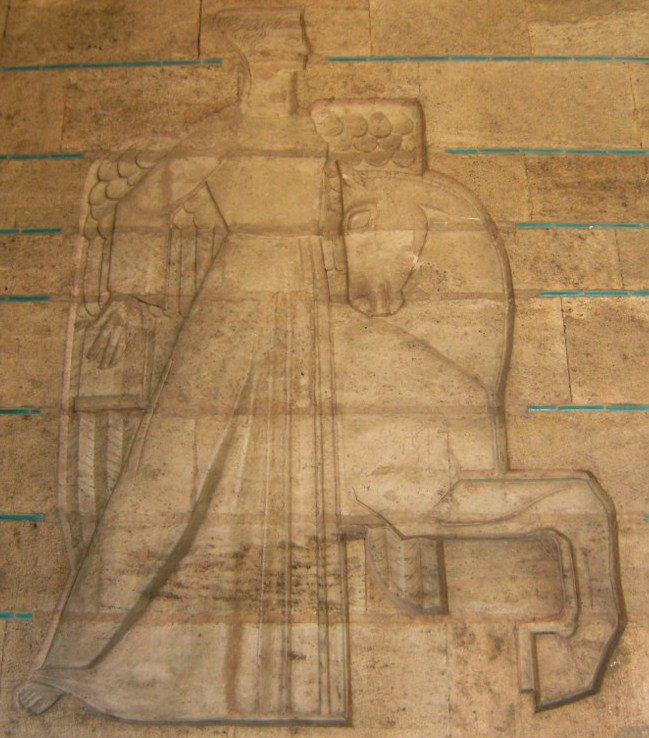
Relief
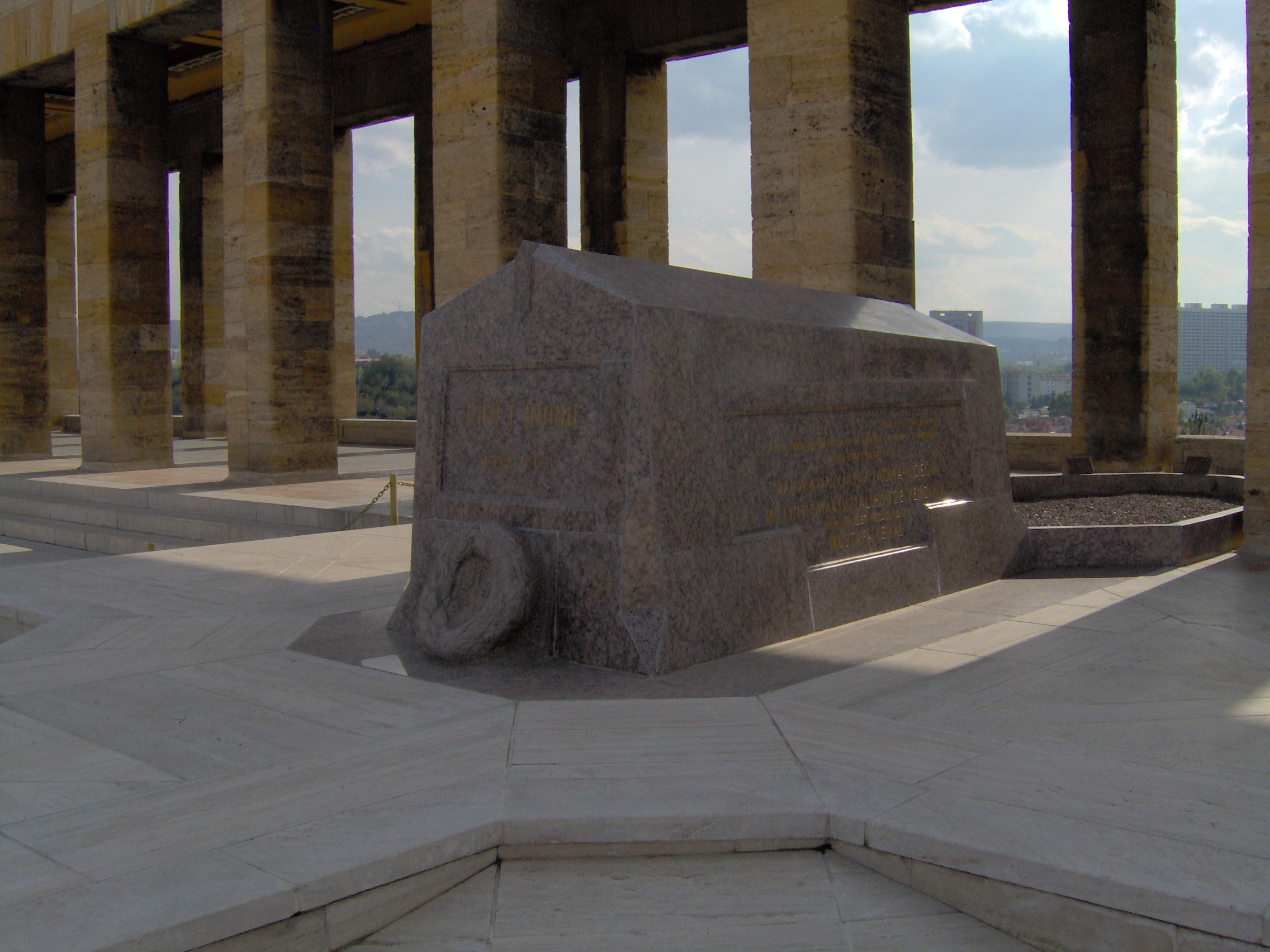
Tomb of İsmet İnönü
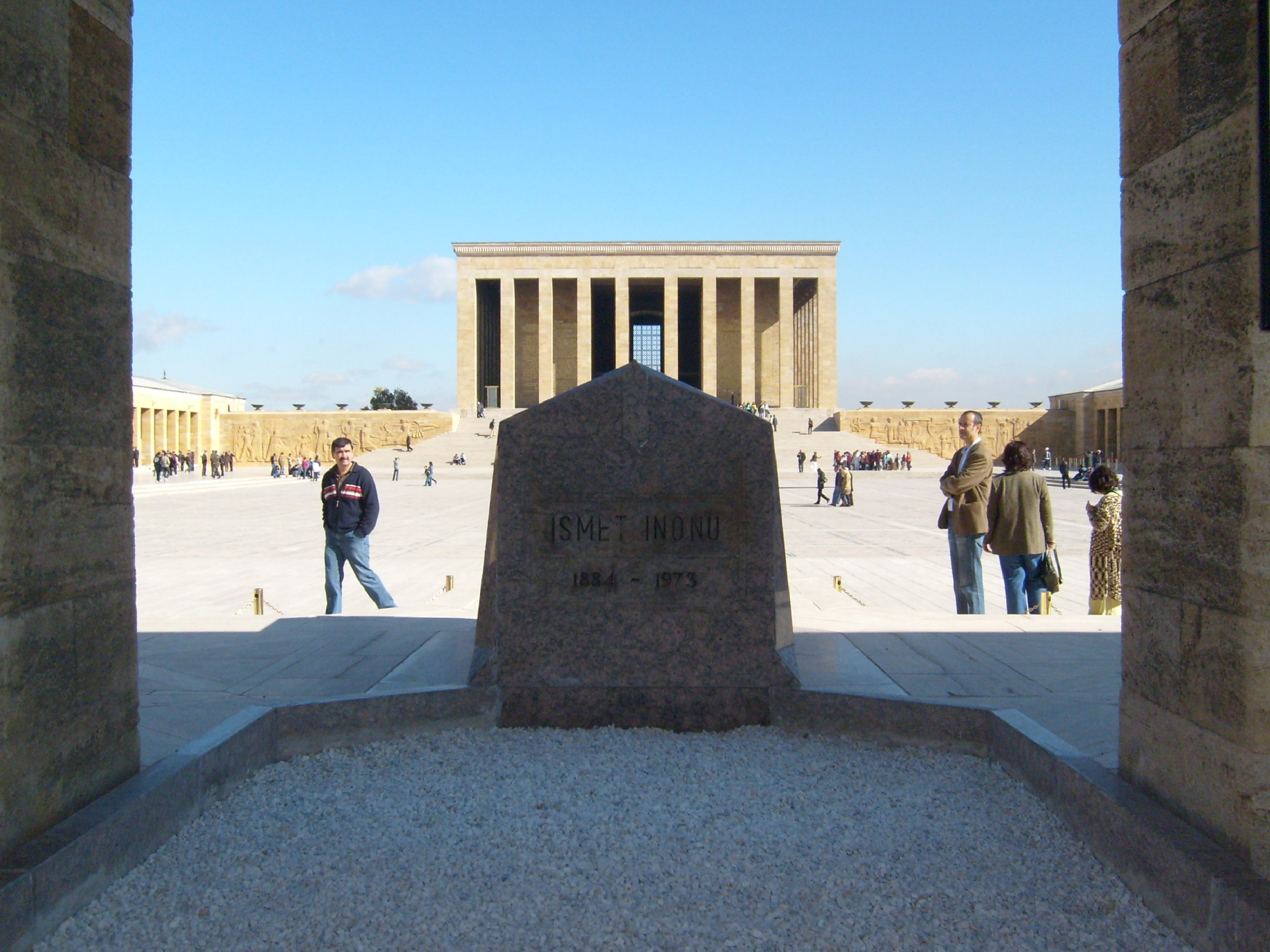
Tomb of İsmet İnönü
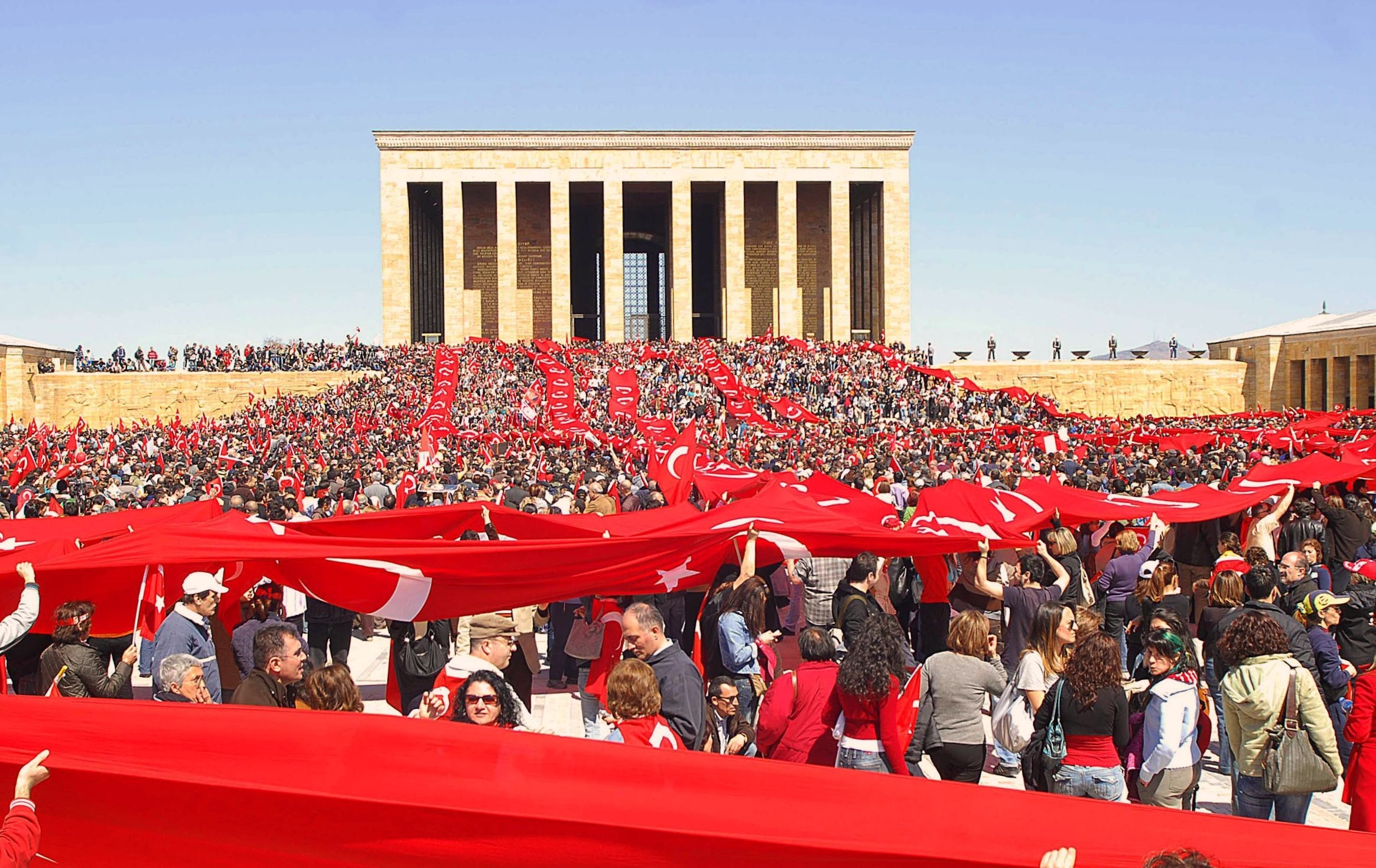
Protect Your Republic Demonstration
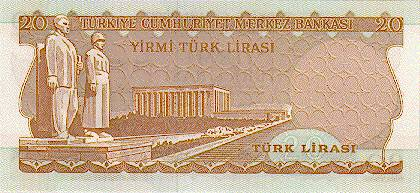
Reverse of the 20 lira banknote (1970s)
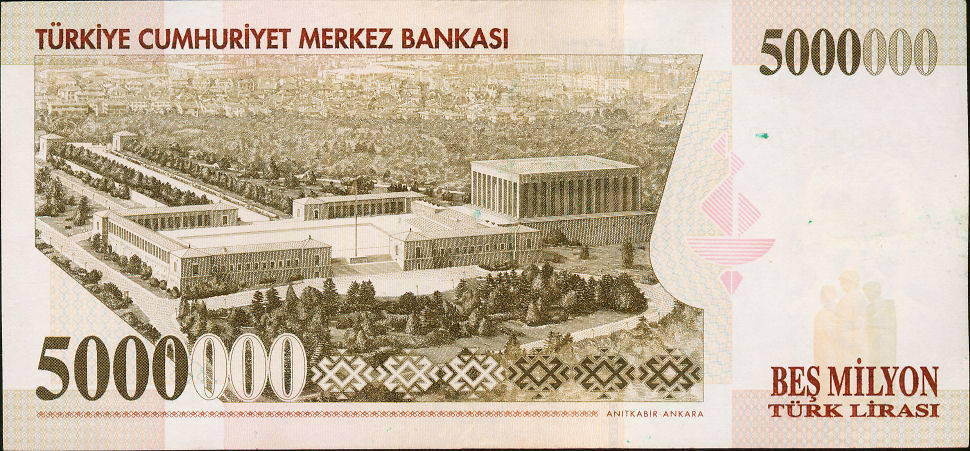
Reverse of the 5 million lira banknote (1990-2005)
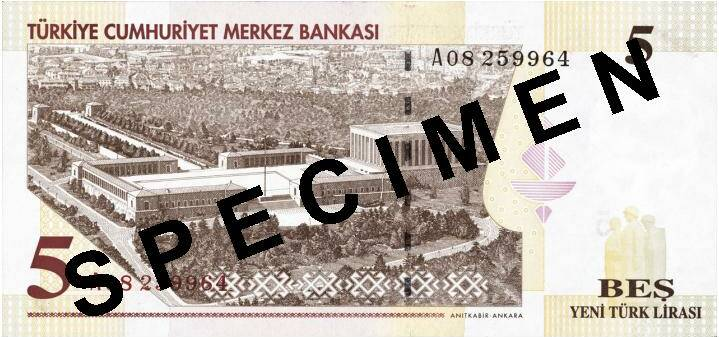
Reverse of the 5 new lira banknote (2005-2008)
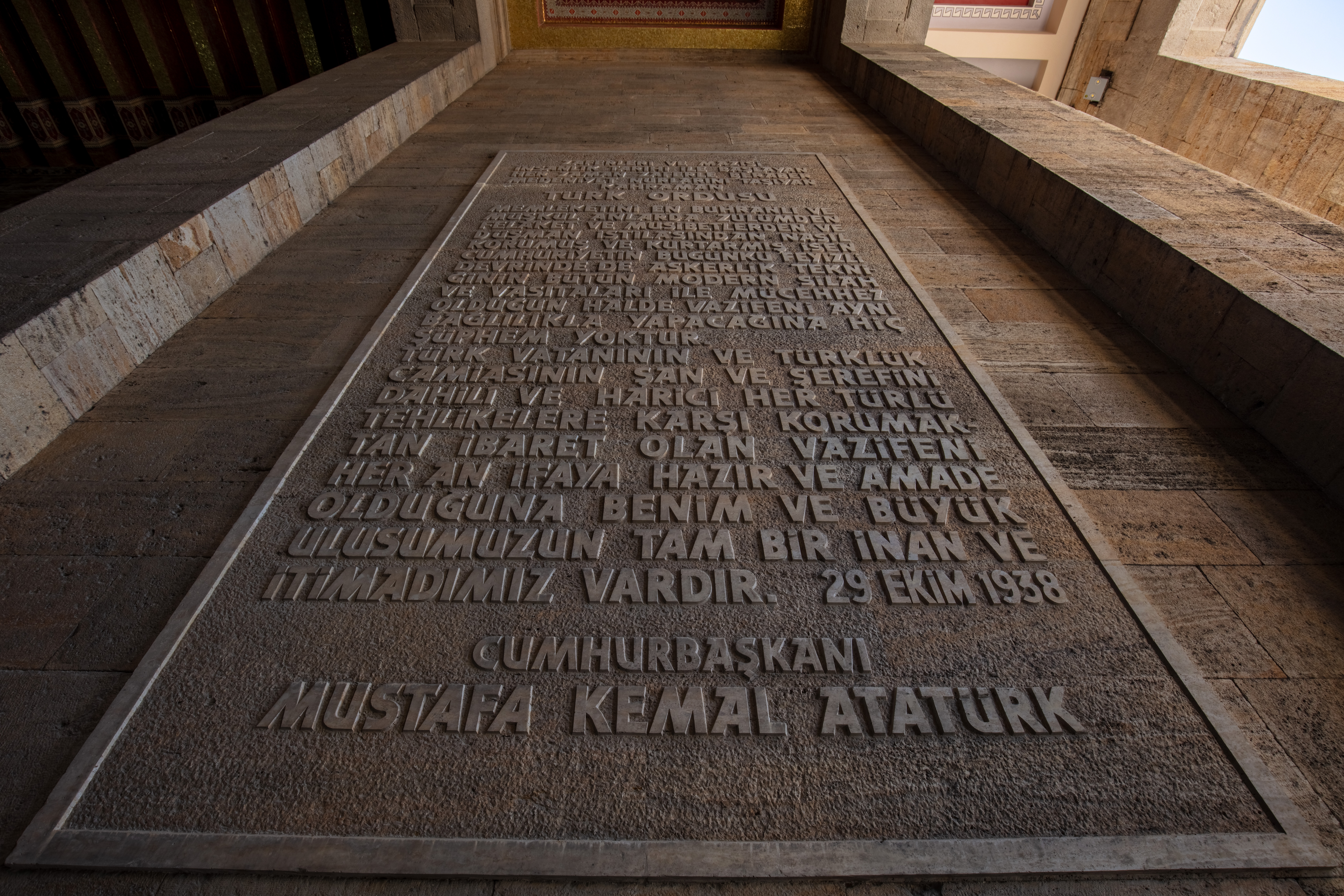
Mustafa Kemal Atatürk's Last Message to the Turkish Army